# Декабрь 2022 года

Список событий декабря 2022 года.

## События
- 1 декабря
  - Подводные археологи обнаружили на дне Балтийского моря три затонувших корабля постройки XVIII века[1].
  - Палеонтологи впервые нашли динозавра, плававшего как пингвин; вид получил название Natovenator polydontus[2].
  - В Книгу рекордов Гиннесса занесена в качестве самой старой кошки в мире Флосси из Лондона, которой по меньшей мере 26 лет и 316 дней[3].
  - 12 человек погибли от вооружённых банд в городе Кабаре[англ.] на Гаити[4].
  - Два лидера бригады Эль-Кудс погибли и ещё один человек получил ранение израильскими солдатами во время рейда в лагере беженцев Дженине в оккупированным Западном берега реки Иордан[5].
- 2 декабря
  - Управление по санитарному надзору за качеством пищевых продуктов и медикаментов США (FDA) выдало компании Upside Foods разрешение на реализацию мяса, выращенного из стволовых клеток животных[6].
  - В крупном грузовом порту Самсун на побережье Чёрного моря на севере Турции произошёл взрыв[7].
  - Гран-при Китая «Формулы-1» в 2023 году не состоится из-за коронавируса, об этом сообщает пресс-служба организации, этап в Китае в календаре «Формулы-1» заменит Гран-при Португалии[8].
  - Американская комиссия по международной религиозной свободе добавила Кубу, Никарагуа и российскую ЧВК «Вагнер» в чёрный список стран и организаций, препятствующих свободе вероисповедания, тем самым сигнализируя о новых возможных санкциях со стороны правительства Соединённых Штатов[9].
- 3 декабря
  - Начались матчи плей-офф чемпионата мира по футболу в Катаре[10].
- 4 декабря
  - 36-летний футболист Оливье Жиру стал лучшим бомбардиром в истории сборной Франции (52 гола), забив в матче 1/8 финала чемпионата мира против сборной Польши[11].
  - Количество погибших в Дагестане каспийских нерп выросло до 2500[12].
  - Генеральный прокурор Ирана заявил об упразднении полиции нравов на фоне протестов после гибели Махсы Амини[13].
- 5 декабря
  - В годовщину подписания Будапештского меморандума Россия выпустила 70 ракет по объектам энергетики на территории Украины, из них были сбиты более 60. В результате обстрелов погибли, по предварительным данным, четыре человека, в ряде регионов Украины ввели стабилизационные отключения электроэнергии[14].
  - Матч чемпионата мира по футболу между сборными Бразилии и Республики Корея стал последним в истории уникального стадиона в Катаре, построенного с использованием 974 морских контейнеров[15].
  - Директор МОК по коммуникациям Марк Адамс заявил, что исполком МОК решил не менять свои рекомендации не допускать российских спортсменов на международные соревнования[16].
  - Удар беспилотника по аэродрому дальней авиации под Энгельсом (Саратовская область). Повреждены два стратегических бомбардировщика-ракетоносца Ту-95МС[17].
  - Пожар и взрыв топливозаправщика на авиабазе Дягилево в Рязани. Повреждён сверхзвуковой ракетоносец-бомбардировщик с крылом изменяемой стреловидности Ту-22М3. Три человека погибли, шесть пострадали[18].
  - В ходе протестов в Монголии, начавшихся на фоне крупного коррупционного скандала, протестующие штурмовали Дворец Правительства[19].
  - 14 человек погибли, утонув в реке Юкскей в ЮАР после того, как группу людей унесло сильным потоком воды во время обряда крещения[20].
  - Вступило в силу эмбарго Евросоюза на танкерную нефть из России и начинает действовать потолок цен на российскую нефть[21].
  - У побережья Турции в ожидании прохода через турецкие воды скопились нефтеналивные танкеры. Турция требует новых подтверждений полного страхового покрытия любых судов, осуществляющих плавание в её водах[22].
- 6 декабря
  - 21-летний португалец Гонсалу Рамуш стал первым с 1990 года футболистом, сделавшим хет-трик в плей-офф чемпионата мира[23].
  - В Курской области в результате удара беспилотника в районе аэродрома Курск-Восточный загорелся нефтенакопитель[24].
  - В Суражском районе Брянской области неизвестные беспилотники атаковали комбинат Росрезерва «Слава»[25].
  - Национальный совет по электронным СМИ Латвии выпустил постановление об аннулировании лицензии на вещание у телеканала «Дождь» из-за «угрозы нацбезопасности»[26].
  - В нижнемеловых отложениях Австралии обнаружен хорошо сохранившийся скелет эласмозавра Eromangasaurus[англ.], представленный как черепом, так и посткраниальным скелетом[27][28].
  - Власти Индонезии запретили секс вне брака. Ограничения распространяются также на туристов[29].
  - В результате пожара в Академии Госпогранслужбы Азербайджана пострадали по меньшей мере 14 человек[30].
  - Самолёт МиГ-21 хорватских ВВС потерпел крушение недалеко от города Дарувар в 120 километрах от Загреба, авария произошла во время тренировочного полёта[31].
- 7 декабря
  - Последний самолёт Boeing 747, выпускавшийся с 1967 года, покинул сборочный завод в штате Вашингтон[32].
  - В ходе экспедиции научного судна Investigator учёным австралийского научного объединения CSIRO удалось найти кладбище акул, а также открыть новый вид этих животных[33].
  - 28 человек, предположительно мигрантов, сбежали из самолёта после аварийного приземления борта авиакомпании Pegasus в Испании[34].
  - Более 150 человек пострадали при столкновении двух поездов в Каталонии (Испания)[35].
  - После неудавшегося роспуска парламента отстранён от власти и арестован президент Перу Педро Кастильо, его место заняла вице-президент Дина Болуарте, ставшая первой женщиной на высшем посту в стране[36].
  - Учёные сообщили об обнаружении древнейшей известной ДНК в отложениях Гренландии возрастом около двух миллионов лет[37][38][39].
  - В США произошёл крупнейший с 2013 года разлив нефти[40].
  - В отделении индонезийской полиции на острове Ява прогремел взрыв[англ.][41][42].
  - Власти Германии заявили о раскрытии заговора с целью государственного переворота[43].
- 8 декабря
  - Компания Astrobitic успешно провела испытания лунного посадочного модуля Peregrine[44].
  - В Китае обнаружили дом культуры Яншао возрастом около 5000 лет[45].
  - Исследователи из Дартмутского колледжа обнаружили орудия для обработки риса, свидетельствующие о возделывании этой культуры более 10 000 лет назад[46].
  - В аэропорту Абу-Даби произошёл обмен российского торговца оружием Виктора Бута на американскую баскетболистку Бриттни Грайнер[47].
  - Около 125 тысяч домов в Париже временно оказались без света из-за поломки трансформатора[48].
- 9 декабря
  - Хорват Лука Модрич стал первым в истории футболистом, реализовавшим за карьеру три пенальти в послематчевых сериях на чемпионатах мира[49].
  - На церемонии вручения The Game Awards премию в номинации «Игра года» получила видеоигра жанра action-RPG Elden Ring[50].
  - В Стамбуле начался пожар на территории отеля, расположенного во дворце Чыраган[51].
  - Российский политик Илья Яшин осуждён на 8,5 лет[52].
  - В торговом центре «Мега Химки» в Московской области произошёл пожар[53].
- 10 декабря
  - Вице-председатель Европарламента Ева Кайли была арестована по обвинению в коррупции и отмывании денег в составе ОПГ[54].
  - Вратарь Уго Льорис стал рекордсменом сборной Франции по футболу по сыгранным матчам (143), превзойдя достижение Лилиана Тюрама, установленное в 2008 году[55].
  - В Осло была вручена Нобелевская премия мира, а в Стокгольме прошла церемония вручения других пяти Нобелевских премий 2022 года[56].
  - Сборная Марокко по футболу обыграла сборную Португалии (1:0) в четвертьфинале чемпионата мира и стала первой в истории африканской и первой арабской командой, вышедшей в полуфинал чемпионата мира. В пяти матчах турнира марокканцы пропустили один мяч[57].
- 11 декабря
  - Ракетой-носителем Falcon 9 с космодрома на мысе Канаверал в космос выведен первый лунный посадочный модуль Hakuto-R Mission 1[нем.], построенный частной японской компанией ispace[англ.], а также кубсат NASA Lunar Flashlight[англ.], небольшой луноход Рашид[англ.], созданный в Объединённых Арабских Эмиратах, и мини-луноход-трансформер японского агентства JAXA SORA-Q весом 250 грамм[58].
  - В Риме произошла стрельба на собрании жильцов дома, в результате которой погибли 4 человека[59].
  - Представитель Франции певец Лиссандро одержал победу на «Детском Евровидении — 2022»[60].
- 12 декабря
  - Началась блокада Нагорного Карабаха[61].
  - В Анталье из-за обрушившихся ливней произошли наводнения, которые местные власти называют сильнейшими за 50 лет[62].
  - Президент Турции Эрдоган сообщил об обнаружении 150 миллионов баррелей чистой нефти на юго-востоке страны[63].
  - В перуанском аэропорту Арекипа произошли столкновения между протестующими, ворвавшимися на территорию воздушной гавани, и полицией; есть пострадавшие[64].
  - На отель в центре Кабула произошло нападение, очевидцы сообщили о взрыве и стрельбе; в результате произошедшего по меньшей мере 2 человека пострадали, по меньшей мере 3 нападавших убито[65].
  - Старейший ныне живущий олимпийский чемпион в соревнованиях мужчин стрелок из винтовки Василий Борисов стал первым в истории СССР и России призёром Олимпийских игр, дожившим до 100 лет[66].
- 13 декабря
  - Сборная Аргентины по футболу шестой раз в истории вышла в финал чемпионата мира, разгромив в полуфинале сборную Хорватии (3:0)[67].
  - Министерство энергетики США официально подтвердило, что учёные Ливерморской национальной лаборатории в Калифорнии впервые в истории провели реакцию управляемого термоядерного синтеза с положительным выходом энергии[68].
  - Крупный склад, на котором хранятся улики, собранные полицией за 20—30 лет, горит в Нью-Йорке[69].
  - Истребитель Eurofighter потерпел крушение в районе провинции Трапани (остров Сицилия)[70].
  - В нескольких районах Греции произошли беспорядки в ответ на то, что полицейский смертельно ранил цыганского подростка[71].
  - В Перу во время протестов, начавшихся после импичмента экс-президента Педро Кастильо, погибли 7 человек, ранено 119 полицейских, ещё несколько были похищены[72].
  - Капитан клуба НХЛ «Вашингтон Кэпиталз» Александр Овечкин забросил свою 800-ю шайбу в регулярных чемпионатах НХЛ, что до него удавалось сделать только Горди Хоу и Уэйну Гретцки[73].
- 14 декабря
  - Сборная Франции по футболу четвёртый раз вышла в финал чемпионата мира, обыграв в полуфинале сборную Марокко со счётом 2:0[74].
  - Жасмин Сельберг стала победительницей конкурса «Мисс интернешнл 2022», входящего в «большую четвёрку» конкурсов красоты[75].
  - В Норвегии на дне озера Мьёса обнаружен затонувший сотни лет корабль, который сохранился почти идеально[76].
  - Один из первых итальянских папарацци Карло Риккарди умер в Риме в возрасте 96 лет[77].
  - Экономический и Социальный Совет ООН исключил Иран из Комиссии по положению женщин после смерти Махсы Амини и последующих протестов[78].
  - Прошли всеобщие выборы в парламент Фиджи, на которых были выбраны 55 депутатов. На выборы зарегистрировались около 700 тыс. избирателей[79].
  - По данным Bloomberg, корпорация Apple планирует разрешить скачивать сторонние приложения и использовать не только App Store на iOS[80].
- 15 декабря
  - Из-за повреждения внешней обшивки приборно-агрегатного отсека пилотируемого корабля «Союз МС-22», пристыкованного к МКС, произошла утечка в системе охлаждения, в результате чего температура на борту поднялась до +30 градусов Цельсия[81].
  - Новейший американский истребитель F-35B потерпел крушение в ходе испытательного полёта в штате Техас, пилоту удалось выжить[82].
  - Экспериментальный запуск китайской коммерческой ракеты-носителя Zhuque-2 (ZQ-2) прошёл неудачно в связи с дефектом в одном из двигателей[83].
  - В Перу обнаружены 168 новых геоглифов Наска[84].
  - Взрыв и пожар на установке Г-64 на территории Ангарской нефтехимической компании (Роснефть) в Ангарском городском округе (Иркутская область). В районе Ангарска зафиксирована сейсмическая активность силой 4 балла[85].
  - На саммите Европейского союза в Брюсселе статус Боснии и Герцеговины повышен до страны-кандидата[86][87].
  - Республика Косово подала заявку на вступление в Европейский союз, которая была подписана накануне президентом, премьер-министром и спикером парламента Косова[88][89].
  - Телескоп Джеймс Уэбб стал научным «Прорывом года» по версии журнала Science[90].
- 16 декабря
  - Вторжение России на Украину: Россия запустила более 70 ракет по объектам энергетической инфраструктуры и гражданским объектам в Киевской, Харьковской, Днепропетровской, Полтавской, Кировоградской, Донецкой и Запорожской областях Украины. Метро в Киеве и в Харькове приостановили свою работу и используются как бомбоубежища. Наблюдаются проблемы с электроснабжением, водоснабжением и теплоснабжением. В Купянске удар пришёлся на центральную городскую больницу и здание аптеки. В Кривом Роге российская ракета попала в жилой дом. Имеются погибшие и раненые[91].
  - В результате утреннего ДТП с автобусом в Хабаровском крае погибло 8 человек и 22 пострадали. В упавшем в кювет автобусе на Малмыжское золото-медно-порфировое месторождение ехали 29 вахтовиков[92].
  - В Турции в результате взрыва на трассе Диарбакыр—Мардин пострадали 8 бойцов местного спецназа, которые проезжали в момент взрыва рядом; подозреваемые в организации взрыва задержаны[93].
  - В Стамбуле жители вышли на протесты против решения турецкого суда в отношении политического противника Эрдогана и его главного оппонента на следующих выборах Экрема Имамоглу, которого заключили под стражу[94].
  - Американская администрация открыла доступ к новым материалам, касающимся убийства в 1963 году 35-го президента США Джона Кеннеди. Более 13 тысяч ранее засекреченных документов были опубликованы на сайте Национального управления архивов и документации США[95].
  - В Берлине перекрыто движение по одной из городских улиц после того, как в расположенном здесь отеле Dom Aquaree разбился 16-метровый аквариум, и вода из него вместе с рыбами оказалась на улице. Погибло около 1500 экзотических рыб[96].
- 18 декабря
  - Взрывы в Белгороде, Белгородском и Краснояружском районах — один человек погиб, восемь ранены[97].
  - Сборная Аргентины по футболу стала трёхкратным чемпионом мира, обыграв в финале в серии пенальти сборную Франции (3:3, пен. 4-2). Капитан аргентинцев Лионель Месси установил рекорд по сыгранным матчам на чемпионатах мира (26) и был признан лучшим игроком турнира. Лучшим бомбардиром турнира с 8 голами стал француз Килиан Мбаппе, он также стал вторым в истории футболистом, сделавшим хет-трик в финале чемпионата мира[98].
  - В Усть-Кутском районе Иркутской области в 2,5 км от посёлка Верхнемарково произошёл пожар на технологической установке комплексной подготовки природного газа на Марковском нефтегазоконденсатном месторождении (Иркутская нефтяная компания)[99].
  - В Индийском океане возле Кокосовых островов образовался тропический циклон «Дариан»[100].
- 19 декабря
  - Около 90 автомобилей застряли на скоростной автотрассе Канъэцу в японской префектуре Ниигата из-за рекордных снегопадов[101].
  - Израильские археологи в ходе раскопок в Тель-Цафе обнаружили древнейшие образцы хлопка в заброшенном городе в долине реки Иордан[102].
  - В Таиланде затонул корвет «Сукхотай», на борту которого находилось 106 моряков; 75 из них удалось спасти, ещё 31 моряка пока ищут[103].
  - ПВО Украины сбили 30 из примерно 35 иранских дронов, запущенных с восточного берега Азовского моря. Над Киевом сбили 18 из 23 беспилотников-камикадзе. Повреждения в Соломенском и Шевченковском районах столицы Украины. Много разрушений Днепропетровской области, атакован центр Херсона. Экстренные отключения электричества в Одессе[104].
  - Обладатель «Золотого мяча» 2022 года футболист Карим Бензема в свой 35-й день рождения объявил о завершении карьеры в сборной Франции, за которую он сыграл 97 матчей и забил 37 мячей[105].
- 20 декабря
  - В Вурнарском районе Чувашии произошёл взрыв на магистральном газопроводе «Уренгой — Помары — Ужгород», погибли три человека, повреждённый участок был перекрыт[106].
  - В результате конфликта с преступными группировками в нигерийском штате Кадуна погибло 38 человек, несколько зданий было сожжено[107].
  - В Афганистане выявлена вспышка неизвестного заболевания, заражены 80 человек, 2 ребёнка скончались[108].
  - В Афганистане Талибан запретил девушкам посещать высшие учебные заведения[109].
  - CNBC сообщило о том, что Илон Маск ищет руководителя для приобретённой им недавно соцсети Twitter[110].
- 21 декабря
  - Вторжение России на Украину:
    - президент Украины Владимир Зеленский совершил первый зарубежный визит с начала вторжения, встретившись в Вашингтоне с президентом США Джо Байденом и выступив перед Конгрессом США[111].
    - в Донецке в результате обстрела ресторана погибли два человека. Среди шестерых раненых — Виталий Хоценко и Дмитрий Рогозин[112].

  - Не менее 15 учащихся погибли в результате крушения школьного автобуса в индийском штате Манипур[113].
  - В Германии из-за утечки нефти в нефтепроводе ограничили движение судов по Кильскому каналу[114].
  - Выход американских астронавтов в открытый космос с борта Международной космической станции (МКС) отменён из-за угрозы столкновения с космическим мусором, сообщило NASA[115].
  - В ходе протестов на юге Перу в результате столкновения с полицией погибли 10 человек, свыше 60 человек получили травмы[116].
- 22 декабря
  - Гражданская война в Сомали: министерство обороны Сомали заявило, что Вооружённые силы Сомали в противостоянии с группировкой «Харакат аш-Шабаб» вернули контроль над ключевым городом района Руниргод в провинции Средняя Шабелле. В ходе операции было убито более 150 повстанцев, включая 5 иностранцев, около 15 человек арестовано[117].
  - Вторжение России на Украину: глава оккупированного Россией посёлка Любимовка в Каховском районе Херсонской области Андрей Штепа погиб при взрыве автомобиля[118]
  - На российском авианесущем крейсере «Адмирал Флота Советского Союза Кузнецов», стоящем на ремонте в Мурманске, произошёл пожар, возгорание потушено[119].
  - В результате теракта в Киркуке (Ирак) погибли 3 человека[120].
  - Представлен шорт-лист номинантов на премию «Оскар» в 10 категориях[121].
  - Биньямин Нетаньяху сообщил о формировании правительства Израиля[122].
- 23 декабря
  - В Перу 25 выпускников провалились в дыру на танцполе, инцидент произошёл во время празднования окончания школы в регионе Сан-Мартин[123].
  - В Париже в результате стрельбы, произошедшей в ходе беспорядков, погибли 3 человека, ещё несколько участников беспорядков получили ранения[124]; кроме того, пострадали 11 сотрудников французской полиции[125].
  - В результате крушения судна на озере Эдуард в ДР Конго погибли по меньшей мере 2 человека, ещё 21 человек пока числятся пропавшими без вести[126].
  - Минюст РФ включило в реестр иноагентов организацию «Роскомсвобода». Также иноагентами признаны журналисты Глеб Пьяных, Андрей Колесников, Анастасия Жвик и правозащитница Светлана Ганнушкина. В списке иноагентов появились: «Феминистское антивоенное сопротивление»; «Спортивное ЛГБТ-сообщество»; Anti-Corruption Foundation. Теперь единый реестр иноагентов, включающий в себя как физические, так и юридические лица, насчитывает 515 позиций.[127]
  - Bloomberg сообщил о 37 млн случаев заражения COVID-19 за день в Китае[128].
- 24 декабря
  - В ночь с 23 на 24 декабря в пожаре в частном социальном приюте в Кемерово погибли 22 человека[129].
  - Зимний шторм в Северной Америке: по меньшей мере 50 человек погибли в США и Канаде, отменено более 7000 авиарейсов, около полутора миллионов человек остались без электричества, закрыты железные и автомобильные дороги, отменены спортивные матчи. Штормовой снегопад протянулся от Техаса до Квебека[130].
  - Вторжение России на Украину: в результате утреннего обстрела Херсона погибли 10 человек, 55 пострадали[131][132].
- 25 декабря
  - Конфликт в Белуджистане: шесть солдат погибли и 17 гражданских пострадали после серии атак в пакистанской провинции Белуджистан[133].
  - В Испании в результате падения автобуса в реку Лерес погибло 4 человека[134].
  - Количество погибших на затонувшем 18 декабря корвете «Сукхотай» увеличилось до 18 человек, ещё 11 считаются пропавшими без вести[135].
- 26 декабря
  - В канадских городах Галифакс и Монктон начался 47-й чемпионат мира по хоккею с шайбой среди молодёжных команд[136].
  - Восстание джихадистов в Буркина-Фасо: 10 человек погибли и пятеро пострадали после наезда автобуса на наземную мину в городе Фада-Нгурма в Восточной области страны[137].
  - В Сербии в результате утечки аммиака, случившейся из-за крушения поезда, отравления получили 51 человек[138].
  - Южнокорейское новостное агентство «Йонхап» сообщило о пересечении границы страны северокорейскими дронами, в ответ пограничники открыли огонь, ведение стрельбы привело к временной остановке полётов в двух аэропортах — Инчхон и Гимпхо[139].
  - В Японии 17 человек погибли, ещё около 110 пострадали в результате обрушившихся на страну снегопадов; без электричества из-за этих снегопадов остаются около 1000 домов, ситуация сохраняется уже около недели[140].
  - Вторжение России на Украину: трое российских военных погибли от обломков украинского БПЛА, сбитого в районе военного аэродрома Энгельс-2 в Саратовской области[141][142].
  - Издание The New York Times оценило ремонт взорванного «Северного потока» в 500 млн долларов США[143].
- 27 декабря
  - По меньшей мере 13 человек, включая женщин и детей, пострадали в результате нападения леопарда в индийской Джорхате[144].
  - Власти Тайваня объявили об увеличении срока обязательной военной службы для граждан с четырёх месяцев до одного года[145].
  - Команда разработчиков WhatsApp заявила о том, что мессенджер перестанет работать на устройствах старее Android 4.2 и iOS 12.1 с начала 2023 году, указав полный список устройств, на которых прекратится работа мессенджера[146].
- 28 декабря
  - В немецком Оберстдорфе началось соревнование прыгунов на лыжах Турне четырёх трамплинов 2022/2023[147].
  - В результате массового ДТП в Китае, в которое попали около 200 автомобилей, погиб человек; в ликвидации аварии заняты 66 человек, 11 пожарных машин[148].
  - Палеонтологи описали новый вид доисторических лягушек, живших около 72—66 миллионов лет назад. Их окаменелости были обнаружены в Сан-Паулу (Бразилия), они принадлежали к вымершему роду Baurubatrachus[149].
  - Ниагарский водопад в США частично замёрз из-за сильных холодов, наступивших в этом регионе[150].
- 29 декабря
  - Вторжение России на Украину: Россия осуществила массированный обстрел Украины крылатыми ракетами и дронами. Разрушены более 18 жилых домов и 10 объектов критической инфраструктуры в 10 областях[151].
  - Вблизи села Горбаха Брестской области Беларуси упала ракета от ЗРК С-300[152].
  - Трёхкратный чемпион мира в составе сборной Бразилии по футболу Пеле умер в возрасте 82 лет[153].
  - По меньшей мере 19 человек стали жертвами пожара в отеле в Камбодже, ещё 50 человек пострадали, при этом разборы завалом на месте пожара ещё продолжаются и число жертв может вырасти[154].
- 30 декабря
  - 37-летний португальский футболист Криштиану Роналду перешёл в саудовский клуб «Ан-Наср» из Эр-Рияда. По разным данным ежегодная зарплата станет рекордной в истории футбола и может доходить до 200 млн евро в год[155].
  - Швейцарская федерация шахмат заявила, что бывшая чемпионка мира Александра Костенюк, ранее выступавшая за Россию, с 2024 года будет играть под флагом Швейцарии[156]
  - В пакистанском городе Гвадар на фоне протестов, продолжающихся несколько дней, власти ввели чрезвычайное положение[157].
  - Британский модельер Вивьен Вествуд скончалась в возрасте 81 года[158].
  - Центр изучения общественного достояния при юридической школе Дьюкского университета сообщил о том, что с 1 января 2023 истекает срок авторских прав на последние произведения Артура Конан Дойла о Шерлоке Холмсе. Вместе с ними статус общественного достояния получат также фильм «Метрополис», роман Вирджинии Вулф «На маяк» и фильм «Певец джаза» — первый в истории полнометражный фильм с синхронизированной записанной музыкальной партитурой, а также синхронным пением и озвучиванием некоторых реплик[159].
  - В украинский парламент был внесён законопроект о признании независимости Республики Башкортостан[160].
- 31 декабря
  - В Саудовской Аравии стартовало ралли «Дакар» 2023 года[161].
  - Вторжение России на Украину: Россия нанесла массированный ракетный удар по Украине[162], а Украина ударила по российскому военному лагерю в Макеевке[163].
  - В монастыре Mater Ecclesiae в Ватикане на 96-м году жизни скончался папа римский на покое Бенедикт XVI[164].